# Pseudotyrannochthonius bornemisszai
Pseudotyrannochthonius bornemisszai är en spindeldjursart som beskrevs av Beier 1966. Pseudotyrannochthonius bornemisszai ingår i släktet Pseudotyrannochthonius och familjen käkklokrypare. Inga underarter finns listade i Catalogue of Life.